# Bahía de Galway
La bahía de Galway (en irlandés: Loch Lurgain o Cuan na Gaillimhe) es una gran bahía / estuario situado en la costa oeste de la isla de Irlanda, entre el condado de Galway, en la provincia de Connacht, hasta en el norte el distrito de Burren del condado de Clare, en la provincia de Munster. La ciudad de Galway se localiza al noreste de la bahía homónima. Esta tiene alrededor de 50 kilómetros de largo y entre 10 y 30 kilómetros de anchura. Las islas de Aran (Oileáin Árann) se encuentran en al oeste cruzando la entrada y existen además numerosas pequeñas islas a lo largo de la bahía. Los accesos de entrada a la bahía entre las islas de Aran y tierra firme son los siguientes:
- estrecho Norte / An Súnda ó Thuaidh se encuentra entee Aranmore y Leitir Mealláin, (County Galway) fue conocido en tiempo pasados como Bealach Locha Lurgan en Gaélico.
- estrecho de Gregory / Súnda Ghríoghóra se encuentra entre Aranmore e Inishmaan fue conocido en gaélico como Bealach na h-Áite.
- estrecho Fatídico / An Súnda Salach se encuentra entre Inishmaan e Inisheer fue conocido como Bealach na Fearbhaighe.
- estrecho Sur / An Súnda ó Theas anteriormente conocido como Bealach na Finnise se encuentra entre Inisheer y el condado de Clare.

El 11 de junio de 1996, 11.905 hectáreas del área interior de la bahía (Inner Galway Bay), fueron declarados Sitio Ramsar (nº 838).

## Cultura popular
La bahía de Galway es famosa por su tradicional barco velero único en el mundo llamado Galway Hooker. 
Igualmente, la bahía de Galway suele ser un tema recurrente en cientos de canciones de origen irlandés; Galway Bay es mencionada en la letra de "Fairytale of New York" que dice The boys of the NYPD choir were singing "Galway Bay", en referencia a una antigua canción irlandesa de hacia 1850 titulada Galway Bay. También es mencionada Galway Bay en la canción preparada por Sean Connery para la película de Disney "Darby O'Gill and the Little People" (titulada El cuarto deseo en Hispanoamérica y Darby O'Gill y el rey de los duendes en España). Además es mencionada en la canción de John Lennon "The luck of the irish" que habla sobre la historia bélica entre Irlanda y Gran Bretaña.

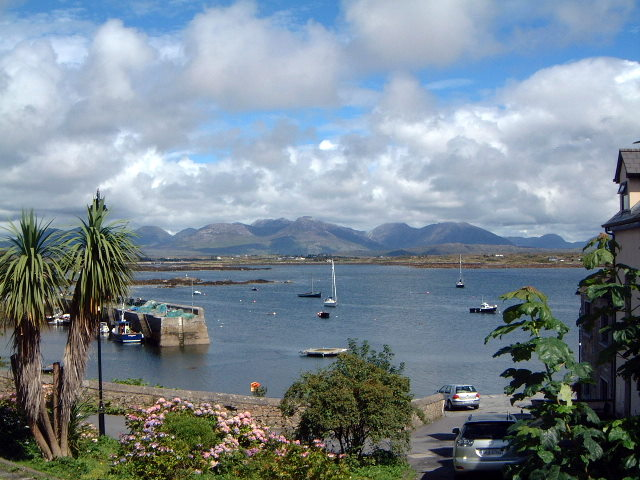
Una vista de la bahía desde Roundstone.

- Datos: Q1127599
- Multimedia: Galway Bay / Q1127599